# Jeru the Damaja
Jeru the Damaja (født 14. februar 1972), (udtales damager "ødelæggeren"), hvis borgelige navn er Kendrick Jeru Davis, er en amerikansk rapper fra Brooklyn, New York. Han er født som søn af en troende rastafari og navnet Jeru refererer til de gamle ægypteres mytologi.
Jeru the Damaja er kendt som en hiphoppens profet og filosof, og rettede i starten af sin karriere stor kritik af den kommercialisering som den amerikanske hip hop kultur var begyndt at gennemgå i starten af 1990'erne. 

Han gik bevidst op mod den nye generation af rappere der omfavnede pladeindustrien eller brugte gangsterattituder og kriminelle tendenser som blikfang for pladesalg. Han langede bl.a. ud efter kunstnere som The Fugees, Diddy og The Notorious B.I.G.. 

## Karriere
Jeru The Damaja optrådte første gang på Gang Starrs nummer I'm The Man fra 1992.
I 1993 udkom han med sin første single Come Clean produceret af DJ Premier fra Gang Starr.
Året efter i 1994 udkom hans første album The Sun Rises In The East, ligeledes produceret af DJ Premier. Albummet har den dag i dag stadig kultstatus indenfor hip hop miljøet for sine minimalistiske, jazzede produktioner og Jerus tørre og fortællende rapstil.

## Albums
Følgende albums er sidenhen udkommet fra Jeru the Damaja:
- Wrath of the Math (1996)
- Divine Design (2003)
- Still Rising (2007)
- The hammer (2014)
- Heroz4hire (2021)